# Serra de la Pala
Serra de la Pala és una serra al límit dels termes de la Torre de Cabdella, del Pallars Jussà, i Sarroca de Bellera (antic terme de Benés, de l'Alta Ribagorça) a la comarca del Pallars Jussà.
És a llevant de la vall de la Valiri i la continuació cap al nord-est de la Serra de Castellnou. Delimita pel costat de llevant el cap de vall on es troben els pobles d'Astell, Obeix i Aguiró. Pel de ponent té el cap de vall de la Valiri.
El cim més alt, a l'extrem nord, és el Tossal de la Pala Gran (2.303,7), baixa pel Pilar de la Pala (2.198,1), fins a arribar a la Collada des Pales (pronúncia local de de les Pales), a 2.000 m. alt., que n'és l'extrem meridional.